# Eleonora del Belgio
Eleonora del Belgio (in francese: Eléonore Fabiola Victoria Anne Marie, in olandese: Eleonore Fabiola Victoria Anna Maria; Anderlecht, 16 aprile 2008) è una principessa belga, quarta figlia del re Filippo e della regina Mathilde e quarta in linea di successione al trono dopo i fratelli maggiori.

## Biografia

### Battesimo
Nasce all'ospedale Erasmo di Anderlecht, il 16 aprile 2008.
La principessa è stata battezzata il 14 giugno 2008 nella cappella privata del castello di Ciergnon dal cardinale Godfried Danneels, arcivescovo di Malines-Bruxelles. Il suo padrino è il conte Sébastien von Westphalen zu Fürstenberg e sue madrine sono la principessa ereditaria di Svezia Vittoria e la principessa Claire del Belgio.

#### Onomastica
Alla principessa vennero dati i seguenti nomi:
- Eleonora, per l'usanza dei suoi genitori di chiamare i figli con nomi che iniziano o finiscono con "El-/-el";
- Fabiola, in onore della prozia Fabiola de Mora y Aragón;
- Vittoria, in onore della sua madrina, Vittoria di Svezia;
- Anna, in onore della nonna materna, Anna Maria Komorowska;
- Maria, secondo nome della nonna e nome di tradizione cattolica.

### Educazione
È stata studentessa del Sint-Jan Berchmanscollege di Marollen, a Bruxelles, frequentato anche dai fratelli maggiori. Dopo l'estate del 2020 è entrata all'Heilig-Hart College di Tervuren, dove studia in olandese, che parla fluentemente con il francese e l'inglese.
Suona il violino e pratica tennis, vela e sci.

## Titoli e trattamento
- 16 aprile 2008 - attuale: Sua Altezza Reale, la principessa Eleonora del Belgio

## Ascendenza
|                                |                                |                                          | Genitori                                     |  |  | Nonni |  |  | Bisnonni               |  |  | Trisnonni            |  |
|                                |                                |                                          |                                              |  |  |       |  |  | Leopoldo III dei Belgi |  |  | Alberto I del Belgio |  |
|                                |                                |                                          |                                              |  |  |       |  |  | Leopoldo III dei Belgi |  |  | Alberto I del Belgio |  |
|                                |                                | Elisabetta di Wittelsbach                |                                              |  |  |       |  |  | Leopoldo III dei Belgi |  |  |                      |  |
| Alberto II dei Belgi           |                                |                                          |                                              |  |  |       |  |  | Leopoldo III dei Belgi |  |  |                      |  |
|                                |                                | Astrid di Svezia                         | Carlo di Svezia                              |  |  |       |  |  |                        |  |  |                      |  |
|                                |                                | Astrid di Svezia                         | Carlo di Svezia                              |  |  |       |  |  |                        |  |  |                      |  |
|                                |                                | Astrid di Svezia                         | Ingeborg di Danimarca                        |  |  |       |  |  |                        |  |  |                      |  |
| Filippo del Belgio             |                                | Astrid di Svezia                         |                                              |  |  |       |  |  |                        |  |  |                      |  |
|                                |                                | Fulco Ruffo di Calabria                  | Fulco Beniamino Ruffo di Calabria            |  |  |       |  |  |                        |  |  |                      |  |
|                                |                                | Fulco Ruffo di Calabria                  | Fulco Beniamino Ruffo di Calabria            |  |  |       |  |  |                        |  |  |                      |  |
|                                |                                | Fulco Ruffo di Calabria                  | Laura Mosselman du Chenoy                    |  |  |       |  |  |                        |  |  |                      |  |
| Paola Ruffo di Calabria        |                                | Fulco Ruffo di Calabria                  |                                              |  |  |       |  |  |                        |  |  |                      |  |
|                                |                                | Luisa Gazelli dei Conti di Rossana       | Augusto Gazzelli dei Conti di Rossana        |  |  |       |  |  |                        |  |  |                      |  |
|                                |                                | Luisa Gazelli dei Conti di Rossana       | Augusto Gazzelli dei Conti di Rossana        |  |  |       |  |  |                        |  |  |                      |  |
|                                |                                | Luisa Gazelli dei Conti di Rossana       | Maria dei Conti Rignon                       |  |  |       |  |  |                        |  |  |                      |  |
| Eleonora del Belgio            |                                | Luisa Gazelli dei Conti di Rossana       |                                              |  |  |       |  |  |                        |  |  |                      |  |
|                                | Barone Charles d'Udekem d'Acoz | Barone Maximilien d'Udekem d'Acoz        |                                              |  |  |       |  |  |                        |  |  |                      |  |
|                                | Barone Charles d'Udekem d'Acoz | Barone Maximilien d'Udekem d'Acoz        |                                              |  |  |       |  |  |                        |  |  |                      |  |
|                                | Barone Charles d'Udekem d'Acoz | Baronessa Angélique Maria van Eyll       |                                              |  |  |       |  |  |                        |  |  |                      |  |
| Conte Patrick d'Udekem d'Acoz  | Barone Charles d'Udekem d'Acoz |                                          |                                              |  |  |       |  |  |                        |  |  |                      |  |
|                                |                                | Jonkvrouw Suzanne van Outryve d'Ydewalle | Jonkheer Clément van Outryve d'Ydewalle      |  |  |       |  |  |                        |  |  |                      |  |
|                                |                                | Jonkvrouw Suzanne van Outryve d'Ydewalle | Jonkheer Clément van Outryve d'Ydewalle      |  |  |       |  |  |                        |  |  |                      |  |
|                                |                                | Jonkvrouw Suzanne van Outryve d'Ydewalle | Jonkvrouw Madeleine de Thibault de Boesinghe |  |  |       |  |  |                        |  |  |                      |  |
| Mathilde d'Udekem d'Acoz       |                                | Jonkvrouw Suzanne van Outryve d'Ydewalle |                                              |  |  |       |  |  |                        |  |  |                      |  |
|                                |                                | Conte Léon-Michel Komorowski             | Conte Michel Komorowski                      |  |  |       |  |  |                        |  |  |                      |  |
|                                |                                | Conte Léon-Michel Komorowski             | Conte Michel Komorowski                      |  |  |       |  |  |                        |  |  |                      |  |
|                                |                                | Conte Léon-Michel Komorowski             | Maria Zaborowska                             |  |  |       |  |  |                        |  |  |                      |  |
| Contessa Anna Maria Komorowska |                                | Conte Léon-Michel Komorowski             |                                              |  |  |       |  |  |                        |  |  |                      |  |
|                                |                                | Principessa Zofia Sapieha                | Principe Adam Zygmunt Sapieha                |  |  |       |  |  |                        |  |  |                      |  |
|                                |                                | Principessa Zofia Sapieha                | Principe Adam Zygmunt Sapieha                |  |  |       |  |  |                        |  |  |                      |  |
|                                |                                | Principessa Zofia Sapieha                | Contessa Teresa Sobanska                     |  |  |       |  |  |                        |  |  |                      |  |
|                                |                                | Principessa Zofia Sapieha                |                                              |  |  |       |  |  |                        |  |  |                      |  |